# Byszewo (wieś w powiecie bydgoskim)
Byszewo – (niem. Byschewo, 1942-1945 Bischau) wieś w Polsce, położona w województwie kujawsko-pomorskim, w powiecie bydgoskim, w gminie Koronowo.
Byszewo uzyskało lokację miejską w 1286 roku, zdegradowane około 1300 roku.

## Podział administracyjny
W latach 1975–1998 miejscowość administracyjnie należała do województwa bydgoskiego.

## Demografia
Według danych Urzędu Gminy Koronowo (XII 2015 r.) miejscowość liczyła 174 mieszkańców.

## Położenie
Byszewo jest położone na wschodnim brzegu ciągu jezior byszewskich, pomiędzy jeziorami: Studziennym i Długim, przy drodze wojewódzkiej nr 243, nad rzeką Krówką; most nad tą rzeką rozebrano i odtworzono na nowo w okresie luty - czerwiec 2021.

## Historia i zabytki
W 1253 r. decyzją księcia Kazimierza, władcy brzesko–kujawskiego, nastąpiła fundacja klasztoru cystersów w Byszewie. W ten sposób Kazimierz chciał formalnie związać tę część Krajny – dopiero co wydartą Świętopełkowi pomorskiemu – ze swym księstwem. W 1288 r., gdy klasztor wzbogacił się o leżącą w dolinie Brdy osadę Smeysche (dzisiejsze Koronowo), zakonnicy przenieśli tam siedzibę opactwa. Na fundamentach klasztoru i późniejszego kościoła w latach 1610–1663 wzniesiono nową, manierystyczną świątynię pw. Św. Trójcy, która przetrwała do czasów obecnych.
W usytuowanym na wzniesieniu, opadającym ostro ku rynnie jeziornej, kościele - Sanktuarium Najświętszej Maryi Panny Królowej Krajny znajduje się koronowany w 1966 r. obraz Matki Boskiej z Dzieciątkiem ze srebrnymi koronami, w pierwotnej postaci (przed renowacjami w różnych wiekach) znany już w XIII wieku. Kościół w stylu manierystycznym rozbudowano z wcześniejszej świątyni z XV lub XVI wieku i przebudowano w II połowie XVIII wieku (dodanie kaplic, sklepienia w nawie i hełmu na wieży). Wnętrze świątyni o wystroju barokowo-rokokowym (zróżnicowane sklepienia, rokokowa belka tęczowa, ławy kolatorskie, konfesjonały, liczne obrazy i płyty epitafijne) zdobi także bogata kolekcja portretów trumiennych i tarcz herbowych z 2. połowy XVII wieku, odkryta przypadkiem w 1984 pod likwidowanym stopniem prawego ołtarza bocznego. Chór muzyczny wsparty na dwóch filarach z rokokowym prospektem organowym o bogatej ażurowej dekoracji.
Według rejestru zabytków NID na listę zabytków wpisane są:
- kościół parafialny pw. Świętej Trójcy, 1610–1663, 2 poł. XVIII, nr rej.: A/1635 z 4.03.1931
- cmentarz przy kościele, 2 poł. XVII-1 poł. XIX w., nr rej.: A/1633/1-4 z 10.05.2013
- dzwonnica-brama, z elementami przyległego ogrodzenia, XVIII/XIX w., nr rej.: j.w.
- spichrz plebański, drewniano-murowany z k. XVIII w., nr rej.: j.w. Drewniany, konstrukcji sumikowo-łątkowej z częścią murowaną. Wzniesiony na planie prostokąta, z belkowanym stropem wewnątrz i zamkniętym półkoliście wejściem; w części murowanej wejście zamknięte odcinkowo. Okienka z okiennicami; dach dwuspadowy kryty dachówką.

W Byszewie urodził się Kazimierz Kolańczyk, polski historyk prawa, profesor nauk prawnych, wieloletni kierownik Katedry Prawa Rzymskiego WPiA UAM oraz WPiA UMK.